# 柳弘
柳 弘（りゅう こう、生没年不詳）は、北周の官僚。字は匡道。本貫は河東郡解県。柳慶の子。柳機の弟。

## 経歴
若くして聡明で機知に富み、草書や隷書を得意とした。広く書物を渉猟して、作った文辞は典雅で豊麗であった。楊素と莫逆の交友を結んだ。中外府記室参軍として出仕した。建徳初年、内史上士に任じられた。小宮尹・御正上士を歴任した。南朝陳の王偃民が使節として北周に来朝すると、柳弘が武帝の命を受けて応接にあたった。王偃民が「来たる日、藍田までやってきて、ちょうど滋水が増水していたところに遭遇しました。所持していた国書は濁流に流されてしまいました。いま進上した国書は従吏に作らせた仮のものです。願わくは下流に人を派遣することをお許しいただき、追って本物の国書を届けさせていただきたい」と柳弘にいった。柳弘が「むかし淳于髠が空籠を献上したとき、前史はそのことを美と讃えました。あなたは仮の国書を進上なさいましたが、はたしてそれが陳君の命なのでありましょうか」というと、王偃民は恥じて答えることができなかった。武帝はこれを聞いて喜び、王偃民に進呈された礼物を全て柳弘に賜った。使節が帰国すると、柳弘は内史都上士に任じられ、御正下大夫に転じた。まもなく在官のまま死去した。享年は31。晋州刺史の位を追贈された。文集があり、当時に通行した。

## 伝記資料
- 『周書』巻22 列伝第14
- 『北史』巻64 列伝第52